# Grand Prix Jef Scherens 2000
La 34e édition du Grand Prix Jef Scherens a eu lieu le 3 septembre 2000. Elle a été remportée par le Belge Dave Bruylandts.

## Classement final
Dave Bruylandts remporte la course en parcourant les 192 km en 4 h 33 min 0 s à la vitesse moyenne de 42,197 km/h ; 192 coureurs ont pris le départ.
| Classement final | Classement final | Classement final | Classement final               | Classement final  |
|                  | Coureur          | Pays             | Équipe                         | Temps             |
| ---------------- | ---------------- | ---------------- | ------------------------------ | ----------------- |
| 1er              | Dave Bruylandts  | Belgique         | Palmans-Ideal                  | en 4 h 33 min 0 s |
| 2e               | Andy De Smet     | Belgique         | Spar-Oki                       | m.t               |
| 3e               | Nicki Sørensen   | Danemark         | Fakta                          | m.t               |
| 4e               | Erwin Thijs      | Belgique         | Vlaanderen 2002                | m.t               |
| 5e               | Ludovic Capelle  | Belgique         | Ville de Charleroi-New Systems | m.t               |
| 6e               | Saulius Ruškys   | Lituanie         | VC Saint-Quentin-Oktos         | m.t               |
| 7e               | Max van Heeswijk | Pays-Bas         | Mapei-Quick Step               | m.t               |
| 8e               | Aart Vierhouten  | Pays-Bas         | Rabobank                       | m.t               |
| 9e               | Chris Peers      | Belgique         | Cofidis                        | m.t               |
| 10e              | Arvis Piziks     | Lituanie         | Memorycard-Jack & Jones        | m.t               |
| modifier         |                  |                  |                                |                   |